# Annamaria Lusardi

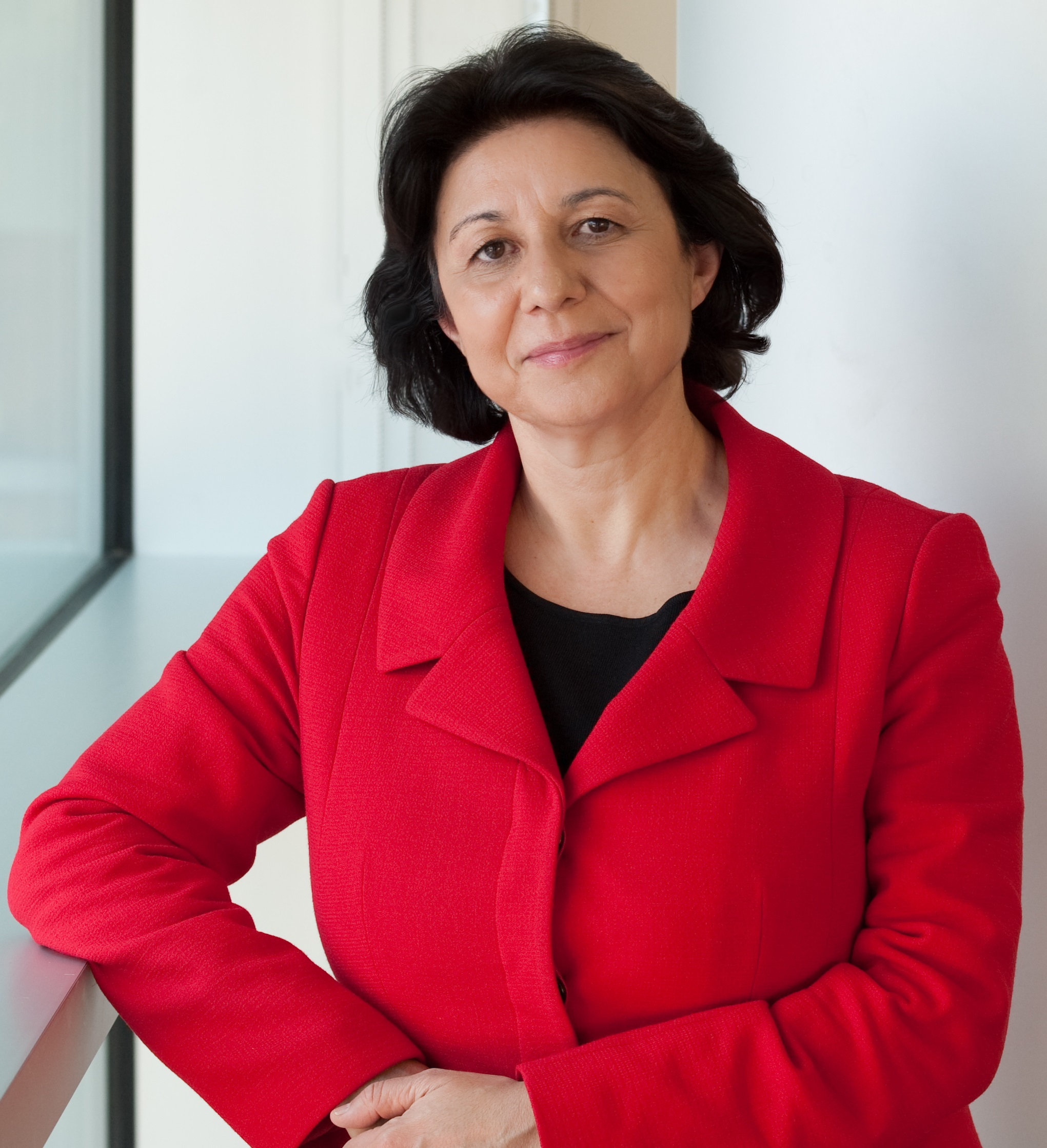
Annamaria Lusardi (2013)

Annamaria Lusardi (* 5. Juli 1962 in Carpaneto Piacentino) ist eine italienische Wirtschaftswissenschaftlerin und Hochschullehrerin.

## Werdegang, Forschung und Lehre
Lusardi studierte an der Mailänder Università Commerciale Luigi Bocconi, an der sie 1986 mit einem Master of Science graduierte. Anschließend setzte sie ihr Studium in den Vereinigten Staaten fort, an der Princeton University schloss sie 1992 ihr Ph.D.-Studium ab. Anschließend wechselte sie ans Dartmouth College, wo sie zunächst als Assistant Professor und ab 1998 als Associate Professor wirkte. 2006 wurde sie an der Hochschule zur ordentlichen Professorin berufen. 2010 folgte sie einem Ruf der George Washington University.
Lusardis Arbeits- und Forschungsschwerpunkte liegen insbesondere im Bereich der finanziellen Allgemeinbildung und setzt sich insbesondere mit Fragestellungen rund um Sparen und Konsum sowie den zugrundeliegenden Investitions- und Geldentscheidungen vor allem vor dem Hintergrund der Altersvorsorge auseinander. Dabei gilt sie zusammen mit Olivia S. Mitchell als eine der bedeutenden Forscherinnen in diesem Thema, gemeinsam wurden sie für ihre Arbeiten diesbezüglich 2007 mit dem mit 50.000 Dollar dotierten Fidelity's Pyramid Prize ausgezeichnet. 2019 hielt sie beim Jahreskongress der International Association for Research in Economic Psychology die Kahnemann-Vorlesung.
Bei den von der OECD durchgeführten PISA-Studien leitet sie seit 2009 die Expertengruppe für finanzielle Allgemeinbildung, seit 2014 ist sie zudem für das entsprechende Forschungsprogramm des International Network on Financial Education bei der OECD verantwortlich. Seit 2011 sitzt sie zudem im Vorstand des Council for Economic Education. Seit 2004 ist sie Research Associate am National Bureau of Economic Research, seit 2008 Research Fellow im Netspar-Programm der Universität Tilburg und seit 2009 Fellow des Filene Research Institute. Sie ist bzw. war Herausgeberin bzw. Mitglied der Redaktion bei verschiedenen Periodika, u. a. beim Journal of Economic Education, Journal of Retirement, Journal of Pension Economics and Finance, Journal of Consumer Affairs und Journal of Economic Literature.